# 라이브 CD
라이브 CD(Live CD)는 주로 리눅스 계열의 운영 체제에서 사용하는 일종의 '시동 디스크'이다.
수많은 라이브 CD는 데이터 복구, 컴퓨터 포렌식, 디스크 이미징, 시스템 복구, 맬웨어 제거를 위해 사용된다. 테일즈 운영 체제는 사용자의 프라이버시와 익명성을 보존하는데 초점을 둠으로써 컴퓨터의 하드 드라이브에 기록을 남기지 않고 민감한 문서들에 대한 작업을 할 수 있게 허용한다.

## 용도
- 리눅스 운영 체제를 시험(체험)하기 위해 - 주로 리눅스 운영 체제를 처음 접하는 사람들이 사용하며 여러 가지 배포판 중 자신에게 맞는 배포판을 알아보기 위해서도 쓰인다.
- 시스템 복구용 - 주로 리눅스 운영 체제의 복구를 위해 쓰인다.

## 종류
라이브 CD는 기존의 유명 배포판을 "라이브"로 옮긴 것과 처음부터 라이브 CD용으로 제작된 것 등이 있으며 라이브 CD 이외에도 DVD용 라이브 DVD와 플로피 디스켓용 라이브 FDD 등이 있다.

## 같이 보기
- 라이브 USB